# Mikronesiska federationen i olympiska sommarspelen 2004
Mikronesien i olympiska sommarspelen 2004 bestod av 5 idrottare som blivit uttagna av Mikronesiens olympiska kommitté.

## Friidrott
Herrarnas 100 meter
- John Howard - Omgång 1: 10.85 s (66:e plats)

Damernas 100 meter
- Evangeleen Ikelap - Omgång 1, 13.50 s (gick inte vidare)